# Bluette
Pour les articles homonymes, voir Isa Bluette et Mimi Bluette.
Bluette est une polka française de Johann Strauss II (op. 271). L'œuvre est jouée le 23 novembre 1862 dans la salle Redout de la Hofburg de Vienne. Il se peut qu'elle ait été créée un jour plus tôt dans la salle de danse Zum Sperl.

## Histoire
Selon Sabay, le corniste de l'orchestre Strauss, la polka est jouée pour la première fois le 22 novembre 1862 au restaurant Zum Sperl. Il s'agit essentiellement d'une répétition pour la représentation du lendemain à l'occasion du bal des artistes plasticiens de Sainte-Catherine à la Hofburg de Vienne.
Le compositeur dédie l'œuvre à sa femme, Jetty Treffz (de), qu'il a épousée en août de la même année. Le nom du titre Bluette vient du monde du théâtre et fait référence au fait que sa femme est une chanteuse d'opéra bien connue.

## Durée
Sa durée d'exécution est d'environ 3 minutes et 50 secondes. Elle peut varier légèrement en fonction de l'interprétation musicale du chef d'orchestre.

## Interprétations notables
La pièce est notamment jouée lors de concerts du nouvel an : en 1997, sous la direction de Riccardo Mutti ; en 2008, sous la direction de Georges Prêtre. 